# Sepsina angolensis
Sepsina angolensis là một loài thằn lằn trong họ Scincidae. Loài này được Bocage mô tả khoa học đầu tiên năm 1866.